# Villa Paolina (Lucca)
Villa Paolina si trova a Lucca in località Monte San Quirico.

## Storia
La villa è documentata dalla seconda metà del XVII secolo e in origine era della famiglia dei Buonvisi (il cui stemma è ancora oggi visibile sul cancello di accesso, rappresentato da una cometa). Nel 1670 apparteneva alla famiglia Ottolini-Balbani di Lucca. Nel 1822 venne acquistata da Paolina Bonaparte, sorella di Napoleone. In quell'occasione venne risistemato il corpo principale sulla facciata ad est, con nuove decorazioni quali una lunetta a bassorilievo, il mosaico sulla scala e, soprattutto, un timpano di coronamento che diede alla villa il caratteristico aspetto odierno.
Nel 1836 passò alla famiglia Boccella, poi ai Ruggero, al Conte Aubrey William Tealdi, fino agli attuali proprietari, i Pardini.

## Architettura
La villa ha un aspetto prevalentemente legato ai lavori della seconda metà XIX secolo, come la balaustra con statue che corre sul perimetro del tetto e la sistemazione della facciata ovest. Il corpo dell'edificio è caratterizzato da due ali sporgenti laterali, con una scala a doppia rampa e la balaustra timpanata con statue e vasi.
Dalla limonaia, coeva alla villa, è stata oggi ricavata una seconda abitazione.

## Il giardino
L'impianto del giardino risale all'epoca di Paolina e venne creato con la consulenza di un architetto paesaggista inglese, che seppe posizionare sapientemente gli elementi tanto da far sembrare il parco illusionisticamente più grande della sua reale estensione.
L'ingresso principale, con due grandi pilastri in mattoni su cui è inciso il nome di Paolina Bonaparte, porta a un viale curvo che giunge al fianco della villa: probabilmente si tratta di una manomissione posteriore perché in acquerelli dell'epoca napoleonica è rappresentato un viale che arriva alla villa in maniera diretta.
La parte più importante è posta a nord, dove un giardino all'inglese è caratterizzato da sinuosi vialetti che attraversano un bosco costituito prevalentemente da querce, lecci e tigli, oltre a un grande ginko biloba, due sequoie sempreverdi e un gruppo di grandi piante di camelie, alte fino a dodici metri.
Gli arredi del parco risalgono quasi tutti al XIX secolo, come il gazebo in ferro battuto pavimentato a mosaico, la ghiacciaia situata dietro al boschetto di camelie, la vasca curvilinea e i resti di una vasca a cuore, costruita per Paolina.
I due piccoli giardini formali all'italiana furono aggiunti in un'epoca successiva all'intervento di Paolina: uno si trova presso la villa, l'altro vicino alla limonaia. Allo stesso periodo risale anche la grande vasca rettangolare sul retro del bosco, oggi trasformata in piscina.
Per garantire l'approvvigionamento idrico a tutto il complesso veniva usata una grande cisterna d'acqua ancora esistente, dove convogliava l'acqua piovana.